# Кентавр (геральдика)
«Кентавр» — одна з гербових фігур, що зображають міфічну істоту з головою і торсом людини на тілі коня.

## Символіка кентавра
- шаленство
- буйство і нестриманість
- пристрасть
- ошатність
- сила і міць
- розрив між добром і злом
- зарозумілість

## Варіації
У геральдиці можливе використання інших варіацій зовнішнього вигляду кентавра. До таких можна віднести крилатих кентаврів (як наприклад на емблемі 160-го авіаційного полку США).
Також в геральдиці використовуються зображення кентавроїдів, таких як:
- Онокентавр - людина-осел [1][2], що втілює в середньовічній міфології двоєдушних людей;
- Букентавр - людина-бик [1];
- Керасти - «рогаті кентаври»[3] (людино-буйволи)[2][4], народжені від сім’я Зевса, виверженого на землю Кіпру від кохання до Афродіти[5].
- Леонтокентавр - людина-лев [1][2]
- Іхтіокентавр - створіння, що поєднує в своїй зовнішності елементи риби, коня і людини[6].
- Кінокефал - істота з тілом наполовину людським, наполовину кінським з головою пса, притаманна величезна сила і швидкість (може стрибками пересуватися на великі відстані).[2].

## Приклади використання зображення кентавра в гербах і емблемах

Герб міста Хімки
Герб Гольшан
Герб Старих Доріг
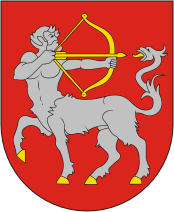
Герб Сесікая
Герб гміни Лютомерськ
Герб Гіппоцентавр (Кітоврас)
Емблема 160-го полку спеціальних операцій ЗС США
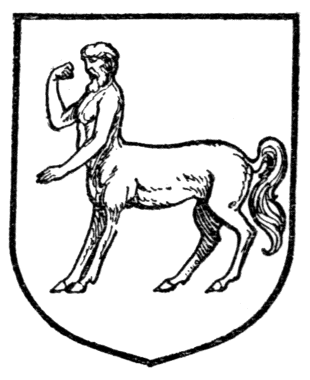
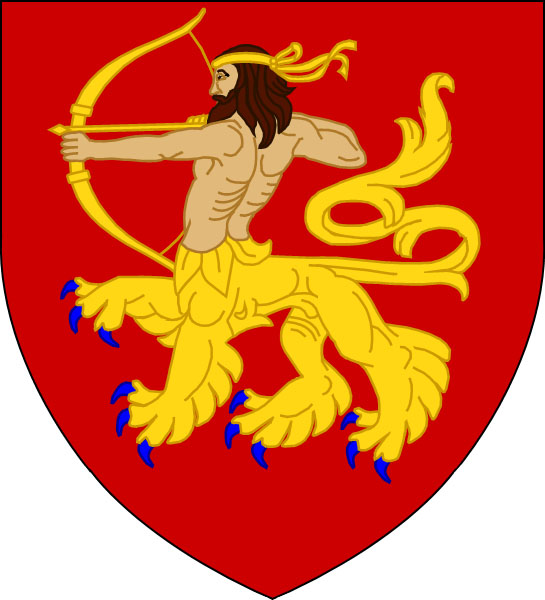

## Ресурси Інтернету
- Вікісховище має мультимедійні дані за темою: Кентавр (геральдика)

## Виноски
1. 1 2 3  Экзотическая зоология:: Мистические и мифические существа:: Онокентавр. Архів оригіналу за 27 червня 2008. Процитовано 15 квітня 2015.
2. 1 2 3 4  Геральдика. Лекции читанные в Московском Археологическом институте в 1907 - 1908 году. / Ю.В. Арсеньев. – М.: ТЕРРА - книжный клуб, 2001. – 384 с. isbn = 5-275-00257-2
3. ↑  Овидий. Метаморфозы X 223
4. ↑  Bestiary: Кентавр. Архів оригіналу за 23 вересня 2015. Процитовано 15 квітня 2015.
5. ↑  Нонн. Деяния Диониса V 611—615; XIV 193—202; XXXII 71
6. ↑  Геральдика. Лекции читанные в Московском Археологическом институте в 1907 - 1908 году / Ю.В. Арсеньев. – М.: ТЕРРА - книжный клуб, 2001. – С. 167-192. - 384 с. isbn = 5-275-00257-2